# 港鐵將軍澳車廠
港鐵將軍澳車廠（英語：MTR Tseung Kwan O Depot）是港鐵將軍澳綫的車廠，位於香港新界西貢區將軍澳小赤沙，佔地8.5公頃，於2001年5月竣工，2002年8月18日啟用。車廠鄰近康城站，上蓋為港鐵大型住宅項目日出康城以及商場THE LOHAS。由於車廠位置遠離將軍澳綫主線，故此在興建康城站以前，車廠以一條較長的支線連接將軍澳站，而該支線現已成為將軍澳站至康城站的軌道。

## 設施

### 泊車線
此廠現時共有5條泊車線，均位於車廠東南面，分為兩組，各設3條及2條軌道。
因應未來車務需要，此廠早於規劃興建將軍澳線時，於現存泊車線東南面預留17,980平方米室內空間，以設立更多泊車線，並暫時以耐火磚牆分隔。有關新泊車線為將軍澳車廠第二期工程，於2023年起加建軌道及裝配相關設備，預計2026年完工。

### 定修線
車廠中部設有9條定修線，可讓維修人員進行大部分維修工作。然而，所有將軍澳綫列車大架修工程，均由九龍灣車廠負責。

### 試車線/車輪輾磨機
此廠毗鄰康城站的四條路軌為試車線，其中一條軌道更設有車輪輾磨機，以便將列車車輪踏面定期拋光。

### 港鐵工程實驗室
此實驗室設於車廠西南面的寫字樓區域，用作化驗各項港鐵工程所用的建材，並定期校正相關測量儀器。

## 事件
- 2016年10月23日凌晨，此廠調度主任錯誤指示一列列車，駛入已有列車停泊的泊車線，車長發現後即時停車及告知車廠人員。事後，港鐵被指未有按照規定，向所有職員傳閱事故報告[7]。
- 2018年4-8月及2023年9月，此廠發生三宗塗鴉事件，有關人士於闖入將軍澳車廠後隨即在列車噴上塗鴉，事後均成功逃離現場[8][9][10]。

## 外部連結
- 香港鐵路大典上的相关条目：將軍澳車廠